# Fantast (zámek)
Fantast (známý také jako zámek Dunđerských) je zámek ve Vojvodině nedaleko Bečeje.

## Historie
Zámek se nachází 15 km od Bečeje směrem k městu Bačka Topola a 60 km od Nového Sadu. Byl postaven Bogdanem Dundjerskim v několika etapách a dokončen v roce 1925. Jeho nápadné věže byly postaveny v novogotickém stylu, zatímco slavnostní síň a oba vchody se inspirovaly neoklasicismem. Kromě zámku byla postavena kaple v byzantském stylu zasvěcená sv. Jiří a částečně byla zpracována bělehradským ikonopiscem Karbinerem. Tři mozaiky na portálu a Poslední večeře byly namalovány během dvou let Urošem Predićem, Bohorodička byla zobrazena s Mariinou tváří, tak jak chtěl Dundjerski. Na jeho žádost byl zámek odkázán Matici srbské.
Kromě tohoto zámku, vlastnila rodina dále obdobné stavby v Čelarevu, Kulpinu a Hajdučici.

## Jméno Fantast

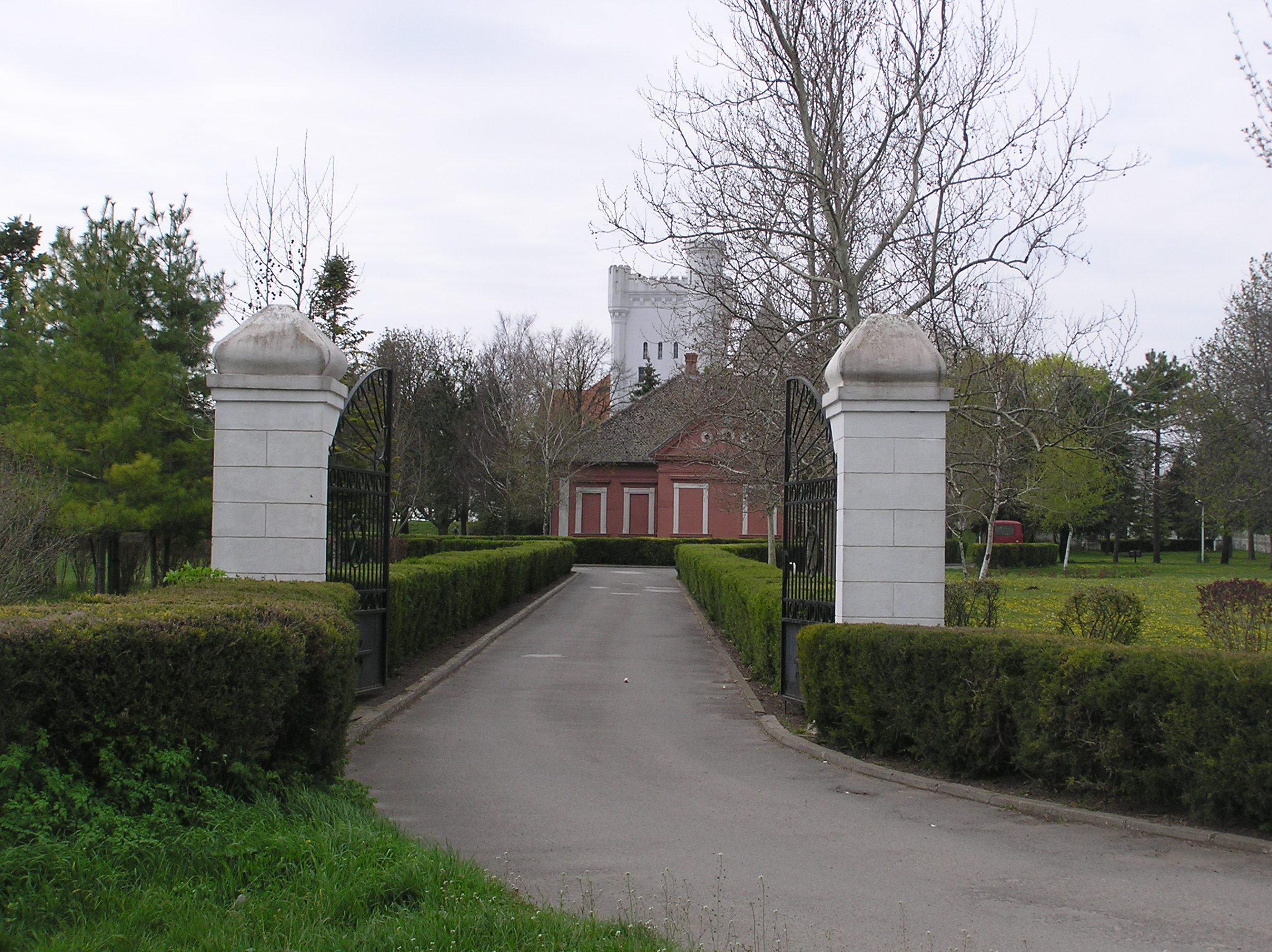
Zámecký dům

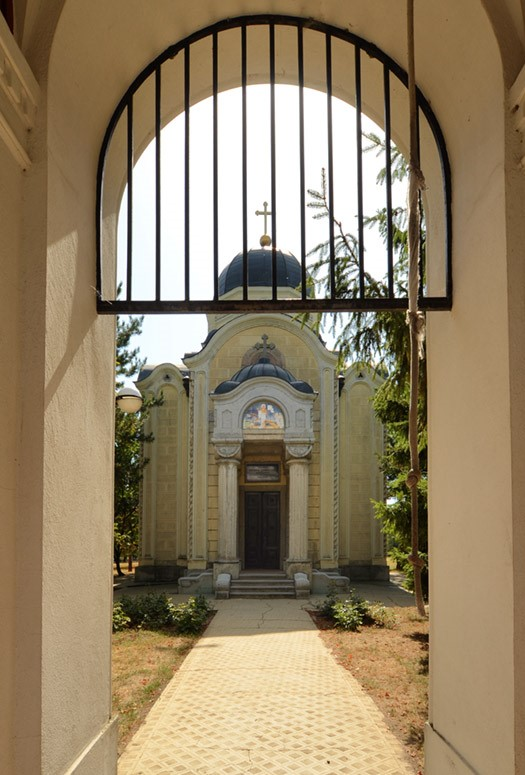
Kaple

Majitel nemovitosti byl velkým milovníkem koní, říká se, že jich měl přes 1400, z nichž nejznámější byl Fantast, který v roce 1932 na Hipodromu v Bělehradě jako tříletý vyhrál všechny tři závody a všechny tituly. Když zemřel, Bogdan Dundjerski ho pohřbil na svém panství, takže po dokončení stavby získal zámek jméno po něm. Dnes jsou kosti koně Bogdana Dundjerského vystaveny v jediné vitríně zámku (lebka a stehno).

## Dnešní stav
Pouze stěny a brány zůstaly autentické. Z bohatého nábytku, uměleckých obrazů, šperků nezbylo prakticky nic. Po skončení druhé světové války v roce 1945 byly koberce, křišťálové lustry a stříbro nejspíše ukradeny a na pozemek byly puštěny ovce. Podlaha a část zdi byly úplně zničeny. Kaple měla být přebudována na elektrickou rozvodnu, nicméně Uroš Predić svým dopisem adresovaným bývalému partyzánovi Moši Pijademu intervenoval proti tomu, a díky tomu byla budova kostela pouze uzavřena. U vchodu do zámku byla umístěna velká tabule s nápisem, že Komunistická strana Jugoslávie, místní organizace Bečej, daruje zámek lidu.
Zámek Fantast byl později přebudován na hotel s 12 dvoulůžkovými pokoji, dvěma apartmány, dvěma konferenčními místnostmi a společenským sálem a v suterénu zámku se nyní nachází restaurace. Kaple je znovu vysvěcena, konají se zde také křty a svatby.